# 张贤良
张贤良（1908年—1998年），男，湖北公安人，中华人民共和国军事人物，中国人民解放军少将，曾任兰州军区后勤部副部长。